# Esper Lass
Esper Lass es una supervillana que aparece en los medios publicados por DC Comics. Ella también era enemiga de la Legión de Super-Héroes.

## Historial de publicaciones
Apareció por primera vez en Superboy Starring the Legion of Super-Heroes #212 (octubre de 1975), creada por Jim Shooter y Mike Grell.

## Biografía ficticia
Meta Ulnoor es de Titán, la luna de Saturno, en el siglo 30. Al igual que otros nativos de Titán (incluida la Legionaria Saturn Girl), es una telépata natural. Después de ser rechazada para ser miembro de la Legión de Super-Héroes (debido a una regla que prohíbe a los miembros con poderes duplicados), se une a un grupo de compañeros rechazados y exige ser miembro.Llamándose a sí mismos la "Legión de Super-Rechazados", inicialmente obtienen la victoria sobre sus rivales con el mismo poder. Esper Lass y los Super-Rechazados finalmente son derrotados cuando los Legionarios usan el trabajo en equipo para ganar.
Esper Lass se ve más tarde como miembro de la Legión de Super-Villanos. Su última aparición antes de la Hora Cero fue un cameo durante Crisis on Infinite Earths.
Más tarde se la vio en Final Crisis: Legion of 3 Worlds # 2, una vez más como miembro de la Legión de Super-Villanos. Más tarde se la ve atacando la mente de Saturn Girl, junto con Saturn Queen. En el siguiente número, Saturn Girl de Tierra Prima la bloqueó mentalmente para evitar que ayudara a Saturn Queen.

## Poderes y habilidades
Al igual que otros nativos de Titán, Esper Lass nació con varios poderes psíquicos. Puede leer la mente y ejercer cierto control mental sobre los demás. En su aparición inicial, demuestra tener poderes más fuertes que Saturn Girl y puede dominar al superhéroe más experimentado.

## En otros medios
Esper Lass aparece en Legion of Super-Heroes con la voz de Tara Strong. Esta versión es una extorsionadora y asesina que se hace pasar por una superheroína y miembro de Light Speed Vanguard antes de ser expuesta.Ella regresó con el equipo y deja a Saturn Girl en coma con la ayuda de Tharok. Lightning Lad se obsesionó con vengarse de ella personalmente, pero fue disuadido por Phantom Girl.